# Nomascus annamensis
Nomascus annamensis és una espècie de gibó descrita recentment que viu al Vietnam, Cambodja i Laos. El seu hàbitat són les selves pluvials.
Té un aspecte similar al del gibó de galtes grogues. L'espècie presenta dimorfisme sexual tant en la morfologia com en el color. els mascles tenen un pelatge majoritàriament negre que llueix de color argent quan li toca el sol, amb el pit de color marró més clar. Tenen les galtes de color taronja daurat. En canvi, les femelles són de color taronja-beix.
L'holotip és conservat al Museu Zoològic de la Universitat Nacional del Vietnam.